# Chaetoglossa picticornis
Chaetoglossa picticornis är en tvåvingeart som beskrevs av Townsend 1892. Chaetoglossa picticornis ingår i släktet Chaetoglossa och familjen parasitflugor. Inga underarter finns listade i Catalogue of Life.